# Freizeitexpress Albtäler

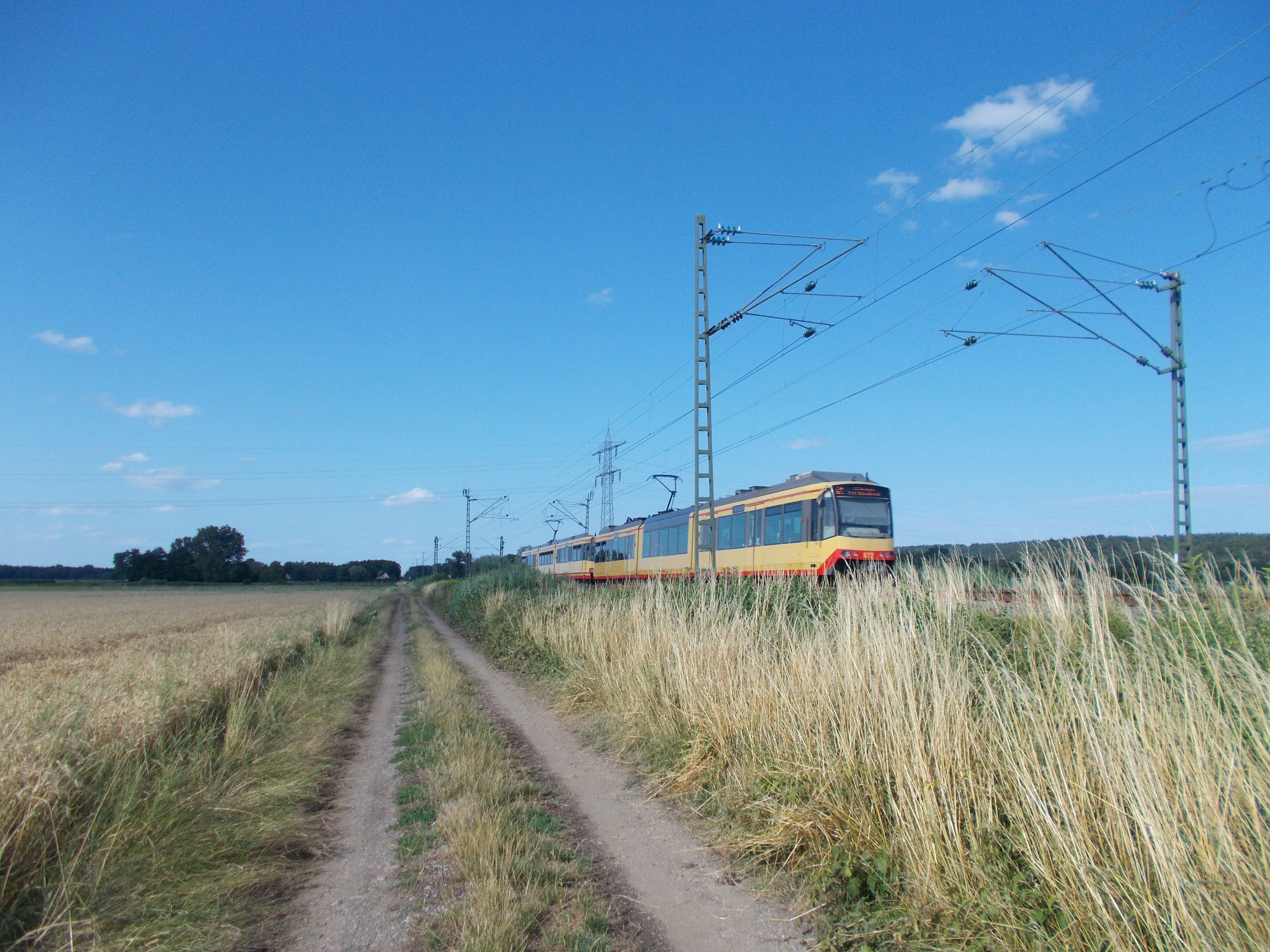
Freizeitexpress Albtäler zwischen Bruchsal und Karlsruhe, in diesem Abschnitt noch als S31 bzw. S32 beschildert

Der Freizeitexpress Albtäler ist ein von der Albtal-Verkehrs-Gesellschaft (AVG) im Auftrag des Ministerium für Verkehr Baden-Württemberg betriebener Freizeitexpress (FEX), der ganzjährig den Kraichgau mit dem Albtal verbindet. Das Angebot wird vom Land Baden-Württemberg und den Landkreisen Karlsruhe und Calw finanziert.

## Geschichte
Der Freizeitexpress Albtäler ist einer von ungefähr 20 Freizeitexpressen in Baden-Württemberg. Erster Betriebstag war der 1. Mai 2022, als die Verbindung feierlich mit einem Sonderzug eröffnet wurde, der ab Karlsruhe Hauptbahnhof fuhr. In seiner ersten Saison fuhr er letztmals am 16. Oktober 2022, seit dem Fahrplanwechsel am 12. Dezember 2022 jedoch wegen hohem Fahrgastandrang, als einer der wenigsten Freizeitexpresse, ganzjährig an allen Sonn- und Feiertagen.
Ursprünglich gab es auf der vom Freizeitexpress Albtäler befahrenen Ettlinger Seitenbahn, im Jahr 1996, vier Jahre nach Ausdehnung des Stadtbahnverkehrs auf die Kraichgaubahn, schon einmal für kurze Zeit eine solche Verbindung für den Ausflugsverkehr. Danach wurde die Strecke wiederum bis 2022 nur im Güterverkehr und von historischen Zügen befahren.
Seit dem Fahrplanwechsel am 10. Dezember 2023 hat der FEX Albtäler morgens ein Gegenpaar in das Kraichtal und nachmittags ein Gegenpaar in das Albtal erhalten, sodass auch Ausflüge in das Kraichtal möglich sind.

## Betrieb

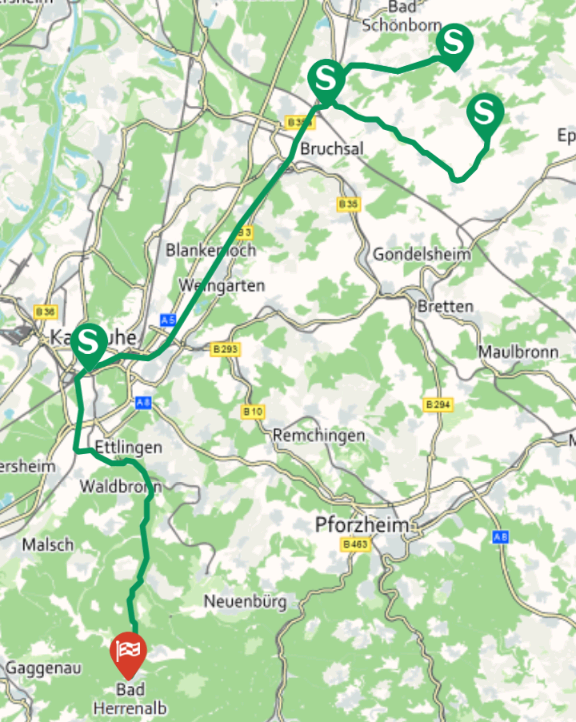
Fahrtverlauf des FEX Albtäler

Der Freizeitexpress Albtäler verkehrt morgens einmal ab Menzingen (Baden) über die Kraichtalbahn bzw. ab Odenheim über die Katzbachbahn bis Ubstadt Ort, wo die beiden Zugteile vereinigt werden. Beide erreichen anschließend in Bruchsal die Bahnstrecke Mannheim–Basel und fahren im weiteren Verlauf über die Ettlinger Seitenbahn und die Albtalbahn bis Bad Herrenalb. Für die Fahrt benötigt er ungefähr eineinhalb Stunden, nachmittags fährt er dieselbe Strecke einmal zurück. 

## Fahrzeugeinsatz
Auf dem Freizeitexpress Albtäler verkehren AVG-Zweisystemtriebwagen der Typen GT8-100C/2S und GT8-100D/2S-M, da die Albtalbahn und die Ettlinger Seitenbahn mit 750 Volt Gleichspannung, die übrigen Streckenabschnitte aber mit 15 kV Wechselspannung elektrifiziert sind. Somit muss in Ettlingen West eine Systemtrennstelle überwunden werden.
Der Freizeitexpress Albtäler wird aus einer Doppeltraktion gebildet. Er ist nur begrenzt zur Fahrradmitnahme geeignet, da lediglich vier Fahrräder pro Fahrzeug transportiert werden dürfen. Außerdem ist die Barrierefreiheit zwischen Ettlingen Stadt und Bad Herrenalb eingeschränkt, da auf den Linien S1 und S11 ausschließlich niederflurige Fahrzeuge verkehren, die auf dem Freizeitexpress Albtäler eingesetzten Fahrzeuge aber hoch- (GT8-100C/2S) oder mittelflurig (GT8-100D/2S-M) sind.